# Ugo Intini
Ugo Intini (Milano, 30 giugno 1941 – Milano, 12 febbraio 2024) è stato un politico e giornalista italiano, esponente storico del Partito Socialista Italiano, poi dirigente nazionale dei Socialisti Democratici Italiani, confluiti nel rinato Partito Socialista Italiano del 2007.

## Biografia

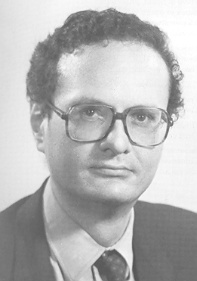
Ugo Intini nel 1992

Ugo Intini nacque a Milano il 30 giugno 1941. 
Laureatosi in giurisprudenza e divenuto giornalista e direttore de Il Lavoro (1976-1978) e dell'Avanti! (1981-1987), fu uno stretto collaboratore di Bettino Craxi in quanto membro della segreteria, responsabile per l'informazione, portavoce del Partito Socialista Italiano (PSI) e suo rappresentante nell'Internazionale Socialista.
Alle elezioni politiche del 1983 fu candidato alla Camera dei deputati, tra le liste del PSI come capolista nella circoscrizione Genova-Imperia-La Spezia-Savona, risultando eletto deputato e venendo rieletto nel 1987 e nel 1992. Dopo lo scoppio dell'inchiesta Mani Pulite continuò a militare nel PSI.
Nel 1994 organizzò la "Federazione dei Socialisti" (ridenominata poi "Movimento Liberal Socialista"), che nel 1996 fondò, assieme al Partito Socialista Riformista di Fabrizio Cicchitto ed Enrico Manca, il Partito Socialista, del quale fu successivamente segretario. In seguito partecipò alla fondazione dei Socialisti Democratici Italiani insieme a Enrico Boselli nel 1998; nelle liste di questo partito fu rieletto deputato alla Camera alle elezioni politiche del 2001, nel collegio uninominale di Genova - Sestri.
Nel 2005 fu tra i promotori del nuovo progetto radical-socialista: fu capolista in tutti i collegi del Senato per la Rosa nel Pugno nelle elezioni politiche del 2006, insieme a Marco Pannella, mentre Enrico Boselli ed Emma Bonino lo furono alla Camera. Fece parte del governo Amato II come sottosegretario di Stato al Ministero degli affari esteri dal 2000 al 2001 e del governo Prodi II come viceministro degli affari esteri dal 2006 al 2008. Aderì infine al rinato Partito Socialista Italiano nel 2007.
Malato da tempo, venne ricoverato all'Ospedale San Raffaele di Milano dove morì nella serata del 12 febbraio 2024 all'età di 82 anni.

## Vita privata
Sposato con Carla, ebbe un unico figlio, Carlo.

## Nella cultura di massa
Intini fu oggetto di satira da parte del comico Corrado Guzzanti nel periodo di Tangentopoli e Mani Pulite in Avanzi, Tunnel e Mai dire gol.